# Johan Hendrik Mollerus

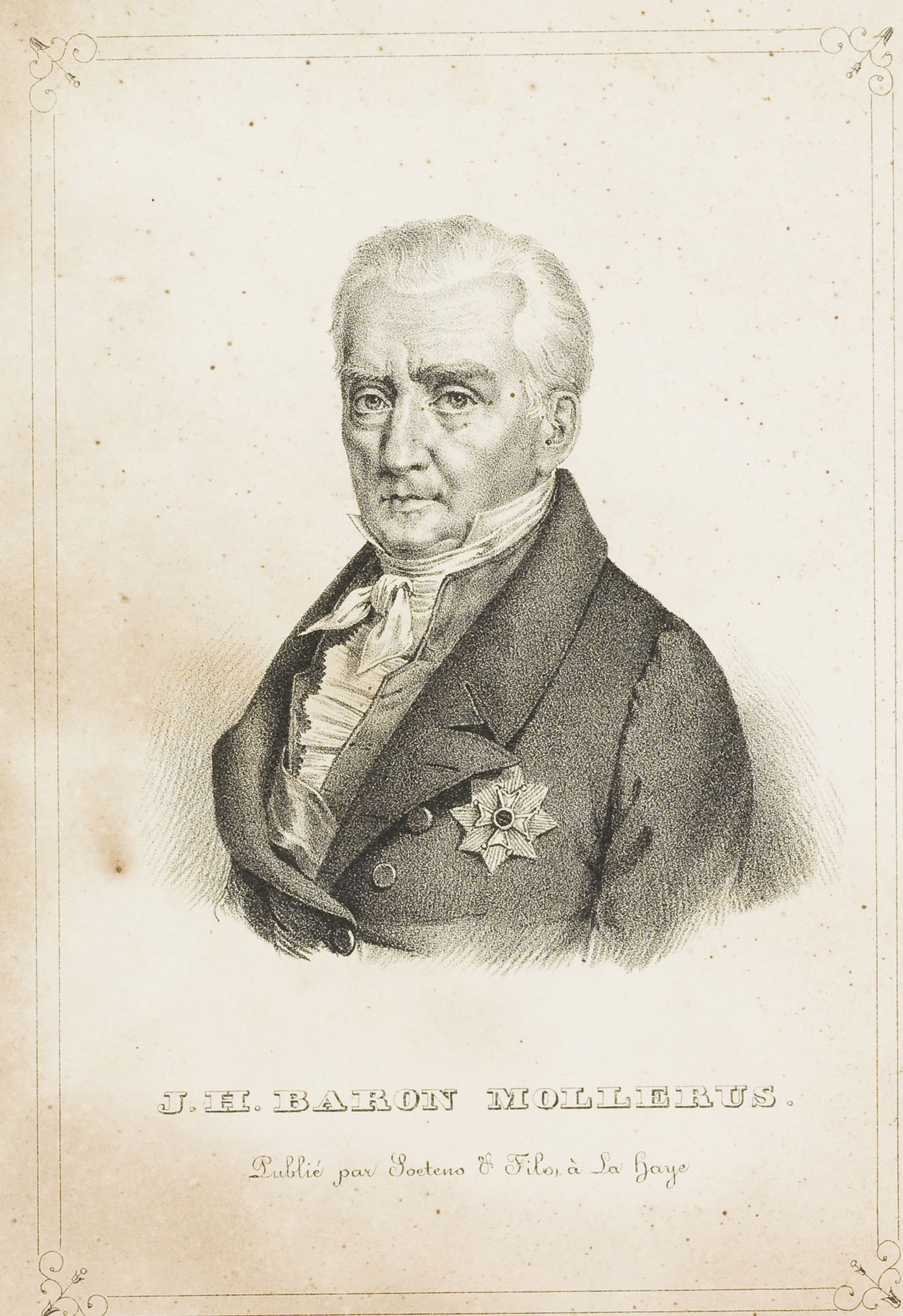
J.H. Baron Mollerus

Johan Hendrik Baron Mollerus (* 30. Oktober 1750 in Den Haag; † 22. Juni 1834 in Utrecht) war ein niederländischer Politiker.
Mollerus wurde 1784 holländischer Regierungssekretär, trat als Anhänger des Hauses Oranien während der Revolution aus dem Staatsdienst, wurde aber 1802 Sekretär bei den Staaten von Holland, 1804 Mitglied des Rates von Indien, 1807 Staatsrat, 1808 Minister des Innern, 1809 Kultusminister und verhandelte 1810 in Paris über die Vereinigung Hollands mit Frankreich. Napoleon hasste ihn wegen seiner Anhänglichkeit an das Haus Oranien. 1813 wurde er Generaldirektor der Brücken und Chausseen in den batavischen Departements und 1814 Kriegsminister mit dem Titel eines Generalkommissärs des Kriegs, da dem Prinzen von Oranien die oberste Leitung zustand. 1815 gab er seinen Abschied und nahm als wirklicher Staatsrat Anteil an den Verhandlungen über das Grundgesetz der niederländischen Verfassung, 1816 wurde er Vizepräsident im Staatsrat und starb 1834.
Sein Sohn Willem war Gesandter des Königs der Niederlande in St. Petersburg und starb dort 1855.

## Quelle
- Mollerus. In: Heinrich August Pierer, Julius Löbe (Hrsg.): Universal-Lexikon der Gegenwart und Vergangenheit. 4. Auflage. Band 11: Matelica–Nishnei-Kolymsk. Altenburg 1860, S. 368 (Digitalisat. zeno.org).